# 柳橋 (台東区)
柳橋（やなぎばし）は、東京都台東区の町名。現行行政地名は柳橋一丁目および柳橋二丁目。住居表示実施済区域。郵便番号は111-0052（集配局 : 浅草郵便局）。

## 地理
台東区の南端に位置する。北で蔵前、東で隅田川を跨いで墨田区横網・両国、南で中央区東日本橋・日本橋馬喰町、西で浅草橋と接する。沖積平野に当たり地形は平坦であり、東を隅田川、南を神田川が流れる。墨田区側には鉄道橋（総武線隅田川橋梁）以外に直接渡る手段がない。南西に一丁目、北東に二丁目が配される。国道6号沿いに当たり、主に商業地として利用される。

### 河川
- 神田川 - 浅草橋(国道6号〔江戸通り〕）、柳橋（柳橋通り）が架かる。
- 隅田川 - 総武線隅田川橋梁が架かる。

## 歴史
柳橋は1630年の江戸時代に徳川幕府が設置した米蔵「浅草御蔵」の一部として指定されており、現在の柳橋2丁目には三河岡崎藩邸や信濃上田藩邸などの武家屋敷が置かれており官有地となっていた。浅草御蔵は隅田川の西岸、神田川北側の一画に、南は現在の柳橋2丁目より、北は蔵前3丁目にかけて位置していた。浅草御蔵は幕府の米蔵であり、地租が金納となったのちは米廩（べいりん）、または米蔵と呼ばれ、1878年（明治11年）以降は大蔵省内において大阪など全国の米蔵を掌握し、米価の調節など貯蓄米にかかわる事務を行った常平局が管理し、浅草御蔵の地に本局をおいた。柳橋1丁目は浅草旅籠町などが中心に江戸前の料亭が軒を連ね、特に柳橋芸妓で知られた。
関東大震災後の復興と区画整理に伴い、1934年（昭和9年）に町名が変更され、従前の下平右衛門町の大部分・新森田町・新片町・旅籠町の大部分が浅草区柳橋1丁目、旅籠町の一部・旅籠町2丁目・瓦町東部・須賀町東部・御蔵前片町東部が浅草区柳橋2丁目となった。1947年（昭和22年）3月15日に下谷区と浅草区が合併し台東区柳橋1丁目および2丁目となり、1964年（昭和39年）に住居表示が実施され現行の柳橋1丁目・2丁目となっている。

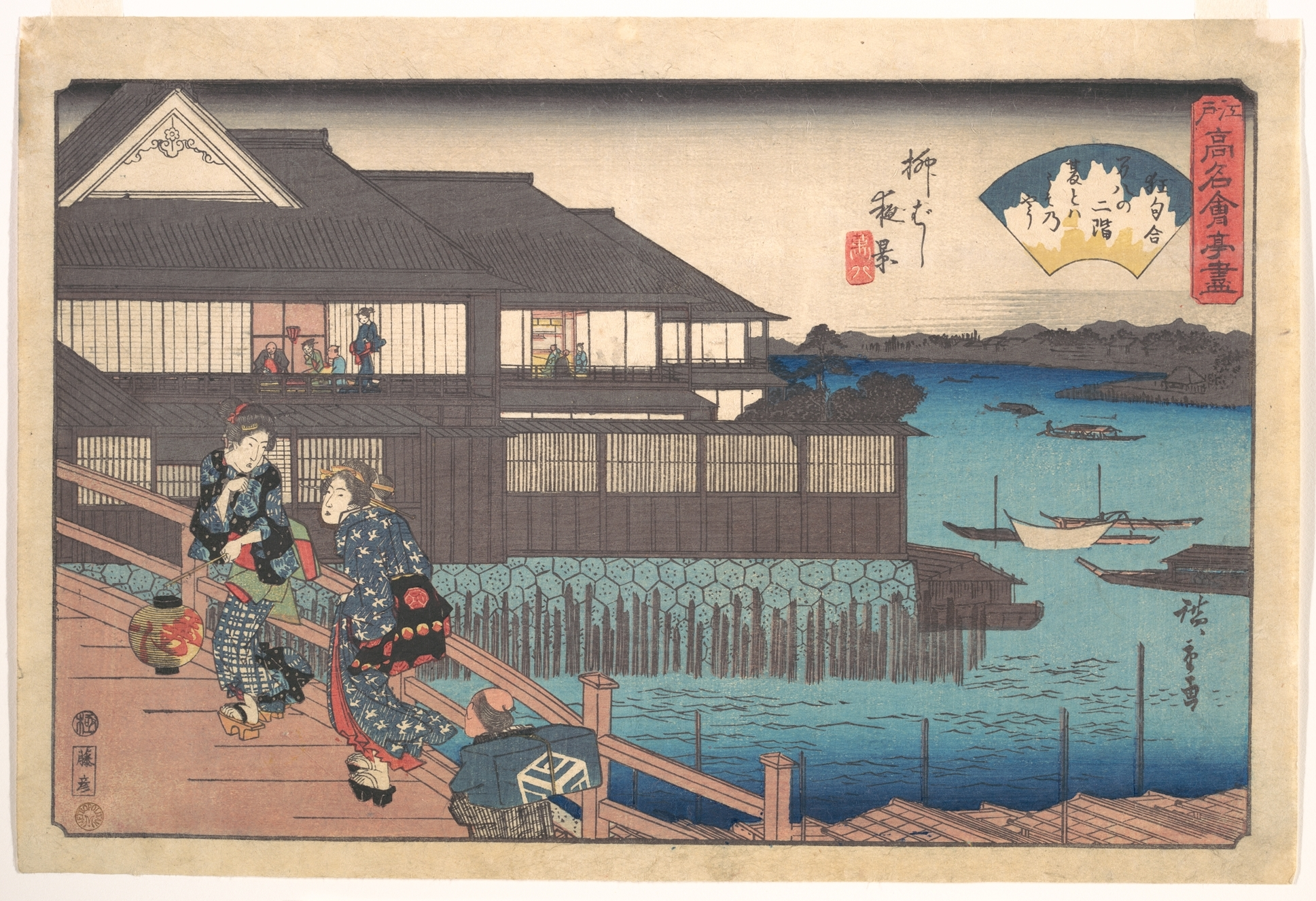
柳橋の万八楼

### 旧町名
- 浅草新森田町

松平市正邸跡であった。享保3年、蔵前の森田町が延焼し、御蔵火除地として一部公収された関係で翌年ここに代地を給された。そこで森田町代地といった。町屋は代地となって以来開かれた。その後明治2年、森田町代地が改められ新森田町となった。　
- 浅草新片町

江戸時代御蔵前片町代地と言った。享保3年12月、上野からの出火で蔵前通りの片側町屋も延焼した。その際一部が上地された。翌年に松平市正邸跡のこの地に代地を給された。ついで文化9年隅田川の河岸地を合わせ、明治2年浅草新片町に至った。新片町にはかつて島崎藤村が住んだ。彼の著作「新片町だより」は本町を題材にしている。
- 浅草旅籠町

元禄元年以前から存在し1丁目と2丁目に分かれていた。寛文図では幕府米蔵の北西部と奥州街道との間に「はたこ丁」と記入されている。町名の由来は奥州街道の地で旅館街で賑わったことに因んだらしい。

### 地名の由来
名称は神田川と隅田川の合流点近くに「柳橋」と称する橋があったのに因んだ。

## 世帯数と人口
2025年（令和7年）3月1日現在（台東区発表）の世帯数と人口は以下の通りである。
| 丁目       | 世帯数    | 人口    |
| ---------- | --------- | ------- |
| 柳橋一丁目 | 1,182世帯 | 1,660人 |
| 柳橋二丁目 | 1,729世帯 | 2,458人 |
| 計         | 2,911世帯 | 4,118人 |

### 人口の変遷
国勢調査による人口の推移。
| 年                 | 人口  |
| ------------------ | ----- |
| 1995年（平成7年）  | 1,498 |
| 2000年（平成12年） | 1,590 |
| 2005年（平成17年） | 1,832 |
| 2010年（平成22年） | 2,328 |
| 2015年（平成27年） | 3,131 |
| 2020年（令和2年）  | 3,609 |

### 世帯数の変遷
国勢調査による世帯数の推移。
| 年                 | 世帯数 |
| ------------------ | ------ |
| 1995年（平成7年）  | 619    |
| 2000年（平成12年） | 699    |
| 2005年（平成17年） | 905    |
| 2010年（平成22年） | 1,267  |
| 2015年（平成27年） | 1,935  |
| 2020年（令和2年）  | 2,289  |

## 学区
区立小・中学校に通う場合、学区は以下の通りとなる（2023年9月現在）。
- 区域 : 一丁目〜二丁目 全域
  - 小学校 : 台東区立台東育英小学校
  - 中学校 : 台東区立浅草中学校

## 交通

### 鉄道
- 都営地下鉄浅草橋駅（ 浅草線） - 所在地：浅草橋

### 道路
- 国道6号（江戸通り）
- 柳橋通り - 特別区道

## 産業

### 事業所
2021年（令和3年）現在の経済センサス調査による事業所数と従業員数は以下の通りである。
| 丁目       | 事業所数  | 従業員数 |
| ---------- | --------- | -------- |
| 柳橋一丁目 | 326事業所 | 3,925人  |
| 柳橋二丁目 | 240事業所 | 3,261人  |
| 計         | 566事業所 | 7,186人  |

### 事業者数の変遷
経済センサスによる事業所数の推移。
| 年                 | 事業者数 |
| ------------------ | -------- |
| 2016年（平成28年） | 576      |
| 2021年（令和3年）  | 566      |

### 従業員数の変遷
経済センサスによる従業員数の推移。
| 年                 | 従業員数 |
| ------------------ | -------- |
| 2016年（平成28年） | 7,235    |
| 2021年（令和3年）  | 7,186    |

### 企業
- 五色